# Fantino (ort)
Fantino är en ort i Dominikanska republiken.   Den ligger i provinsen Sánchez Ramírez, i den centrala delen av landet, 80 km norr om huvudstaden Santo Domingo. Fantino ligger 56 meter över havet och antalet invånare är 10 024.
Terrängen runt Fantino är platt, och sluttar norrut. Runt Fantino är det ganska tätbefolkat, med 129 invånare per kvadratkilometer. Närmaste större samhälle är La Mata, 14,1 km öster om Fantino. Omgivningarna runt Fantino är en mosaik av jordbruksmark och naturlig växtlighet.